# Lhota (Vyškov)
Bývalá obec Lhota, dnes část města Vyškov, leží 6 km na severozápad od Vyškova. Obec byla sloučena s Pařezovicemi a roku 1964 s Rychtářovem. Poté se všechny tři osady staly součástí Vyškova.

## Název
Osady zvané Lhota byly zakládány v průběhu 13. a v první polovině 14. století. Obyvatelé těchto vesnic byli na určitou dobu tj. lhůtu (staročesky lhota, lhóta ve významu polehčení, osvobození) osvobozeni od všech platů za to, že vykáceli les a přeměnili ho v pole.

## Historie
V roce 1517 žilo v obci Lhota 19 obyvatel. V letech 1656–1675 se ve Lhotě nacházelo 30 domů, ale pouze 16 z nich bylo obydlených. V roce 1718 bylo ve Lhotě evidováno 14 stavení, včetně usedlostí a domků bez polí. V následujících letech počet obyvatel začal růst, a v roce 1834 zde žilo již 311 obyvatel. Lhota se stala samostatnou politickou obcí v roce 1850, kdy se starostou stal Jan Kylián a radními Ondřej Formánek a Pavel Kala. V roce 1888 zde byla založena škola a v roce 1919 tělovýchovná jednota TJ Sokol Lhota. Za druhé světové války byla Lhota, stejně jako dalších 33 obcí, určena k vystěhování, protože sloužila jako cvičiště a střelnice pro německé vojáky. Všechny rodiny, celkem 150, se do obce mohly vrátit až v květnu 1945. V roce 1957 zde bylo založeno jednotné zemědělské družstvo (JZD). V roce 1964 byla vesnice sloučena s Rychtářovem a později se stala součástí města Vyškova.

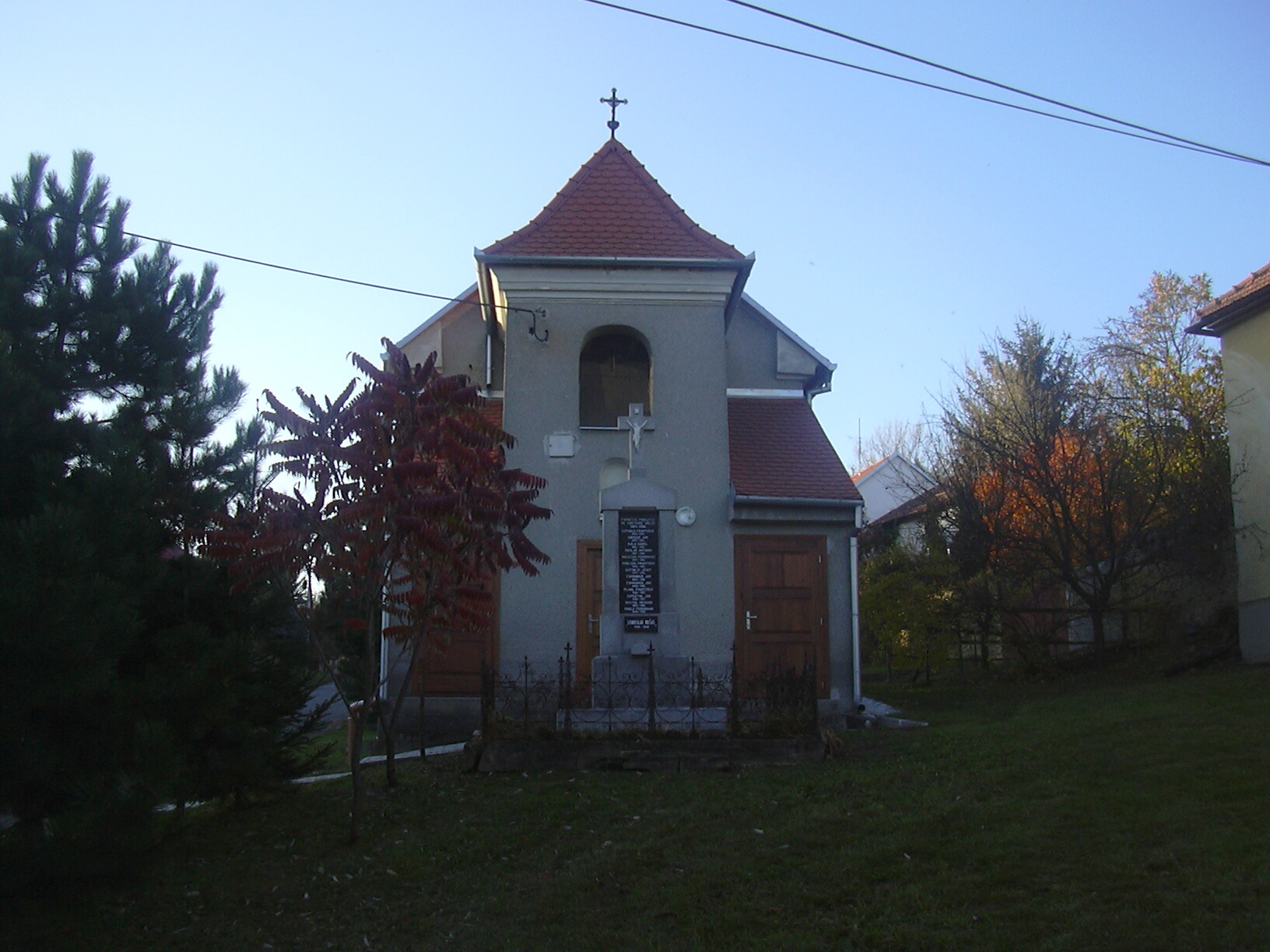
1. Kaple na návsi
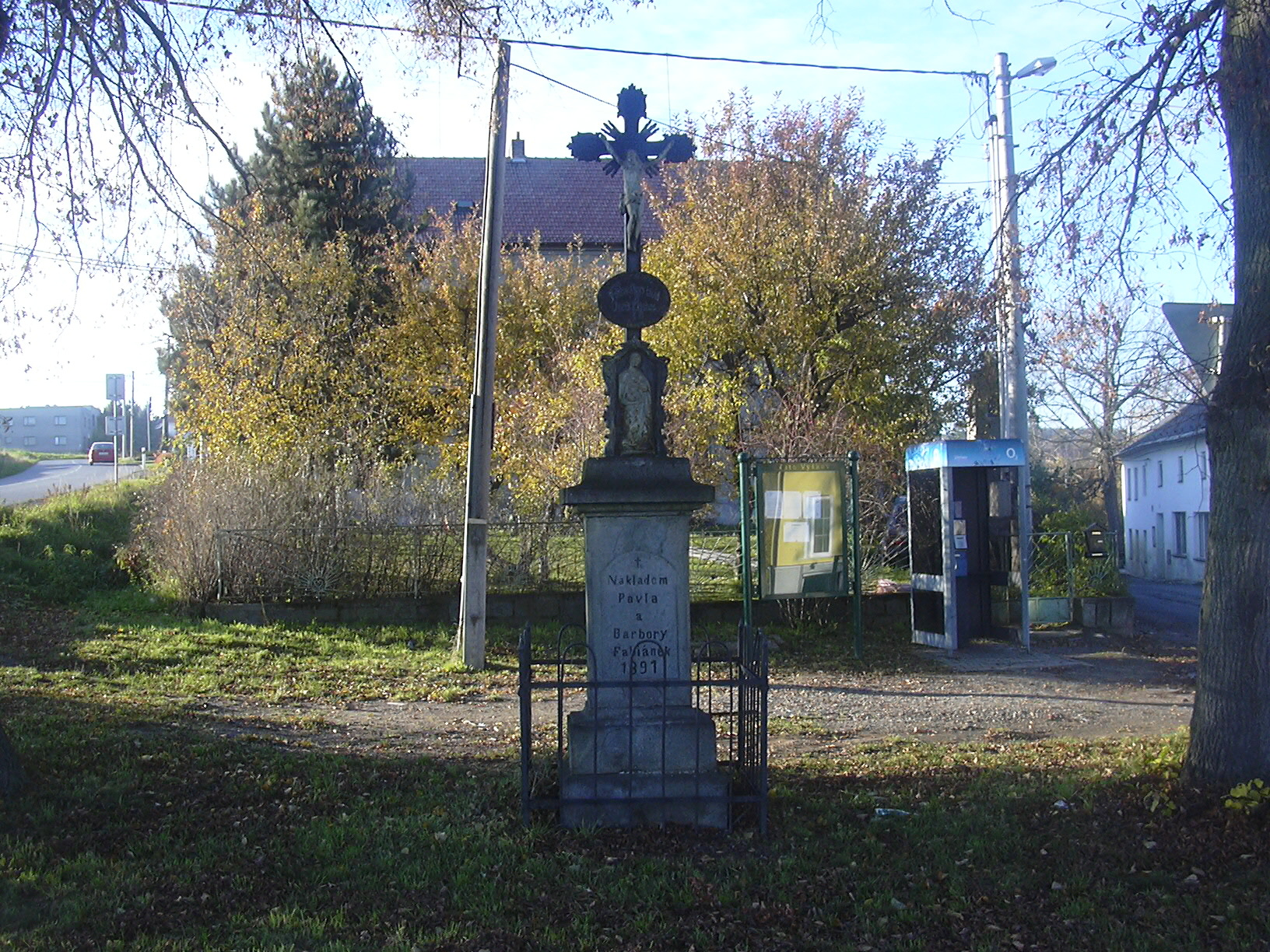
2. Litinový kříž (1891)
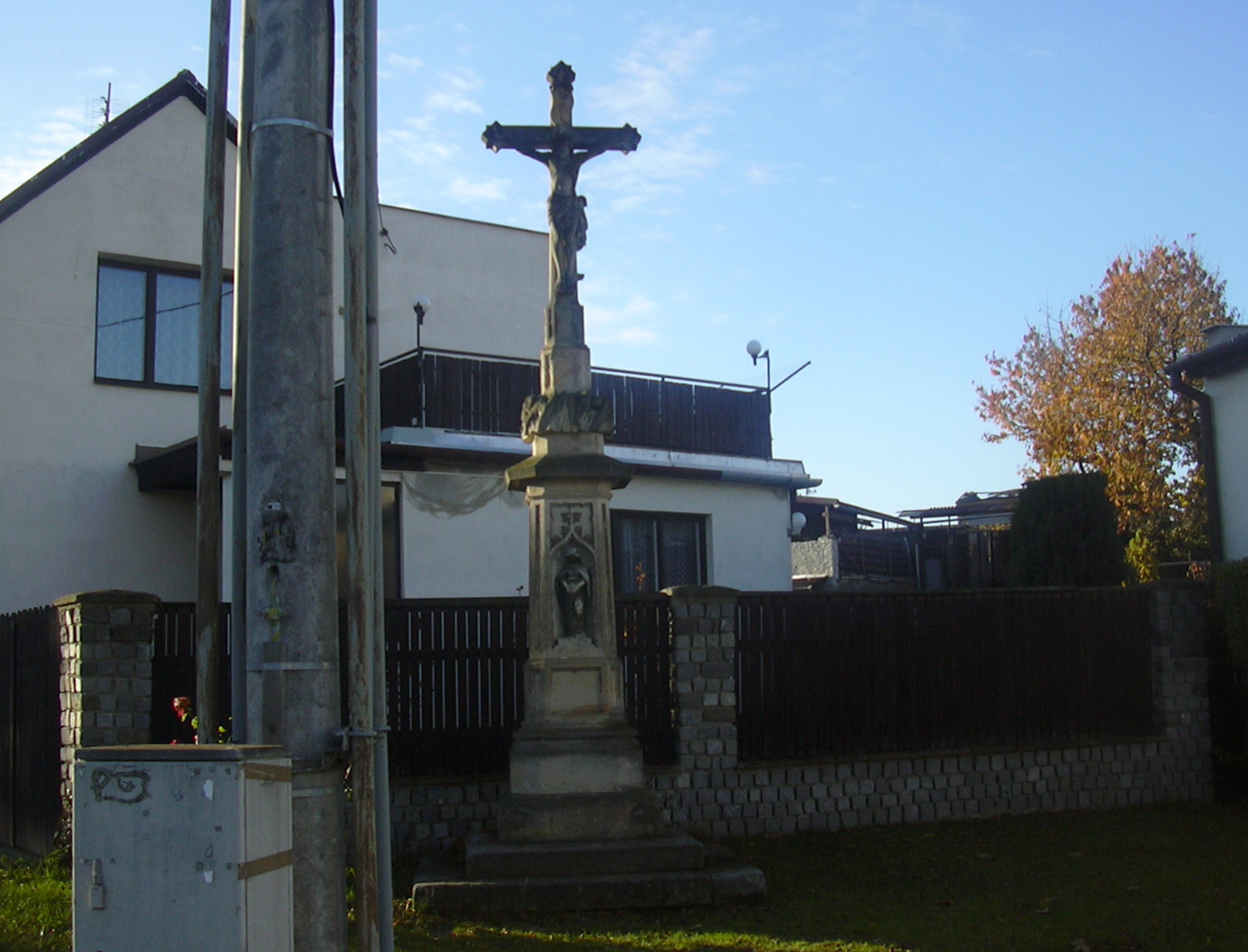
3. Kamenný kříž

## Obyvatelstvo
| Místní část Lhota | Místní část Lhota | 1850 | 1869 | 1880 | 1890 | 1900 | 1910 | 1921 | 1930 | 1950 | 1961 | 1970 | 1980 | 1991 | 2001 | 2011 |
| ----------------- | ----------------- | ---- | ---- | ---- | ---- | ---- | ---- | ---- | ---- | ---- | ---- | ---- | ---- | ---- | ---- | ---- |
| Počet obyvatel    | celá obec         | 549  | 390  | 416  | 455  | 466  | 520  | 493  | 539  | 307  | 362  | 344  | 328  | 348  | 356  | 352  |
| Počet domů        | celá obec         | -    | 54   | 59   | 64   | 74   | 84   | 87   | 110  | 106  | 125  | 92   | 99   | 124  | 128  | 132  |

### Náboženský život
Lhota patří k sídlu římskokatolické farnosti Vyškov-Dědice. Ta je součástí Vyškovského děkanátu Olomoucké arcidiecéze v  Moravské provincii. Území zdejší farnosti zahrnuje nejen oblast Dědic a Lhoty, ale i dědické osady Hamiltony, Pazderny, Opatovic, Radslavic a Radslaviček. Hlavním duchovním stánkem farnosti je Kostel Nejsvětější Trojice v  centru Dědic. Místním farářem a administrátorem excurendo je od července 2010 ThLic. ICLic. František Cinciala.

## Společnost

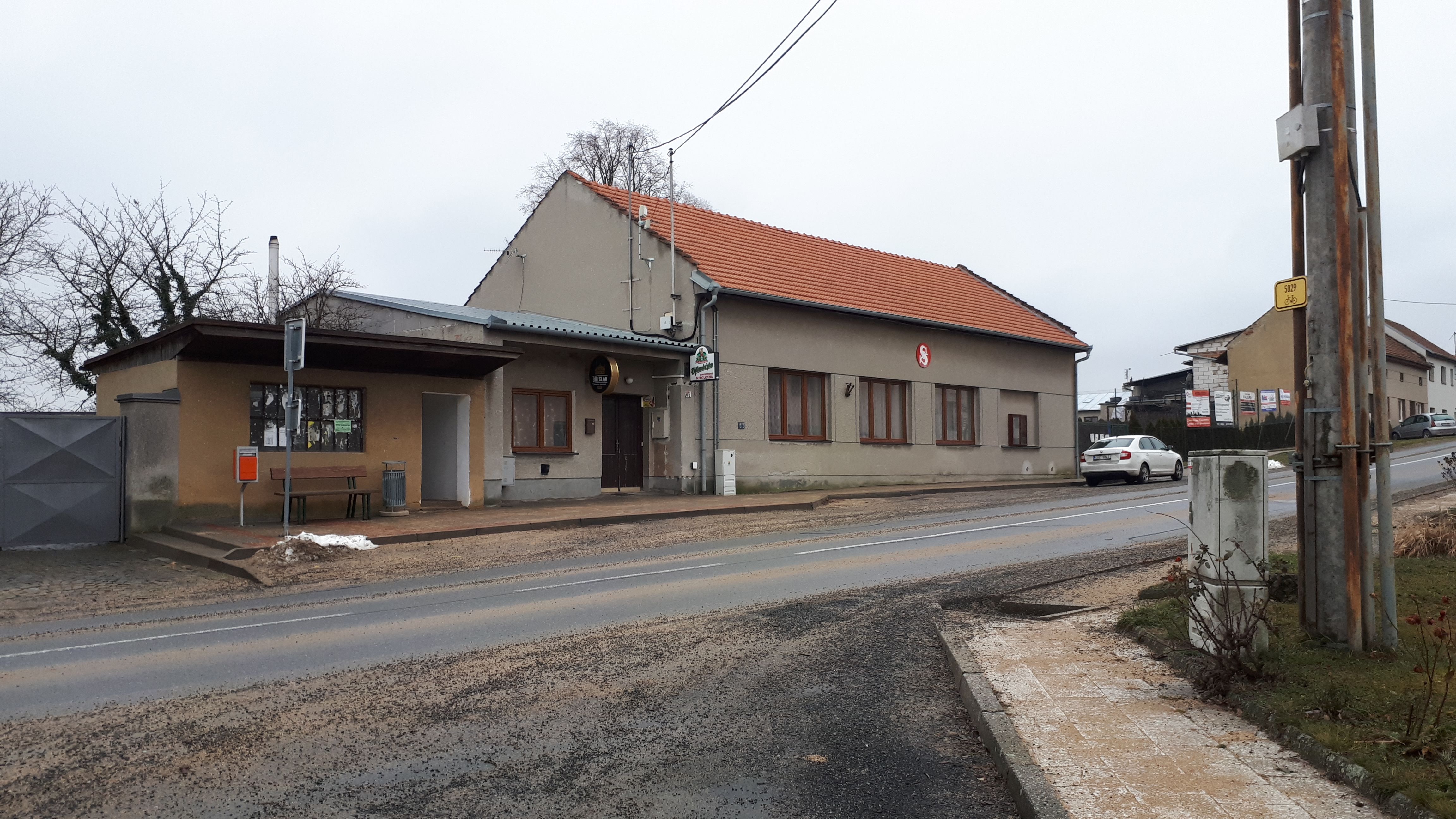
Sokolovna Lhota u Vyškova

### Školství
Mecenáši lhotské školy byla rodina Kyliánů, která se na přelomu 19. století řadila k místní honoraci. Škola byla ve Lhotě postavena roku 1888 a především Ferdinand Kylián podporoval vznik školy a přispíval i školské knihovně. V době vzniku školy působil jako vychovatel hraběte Draškoviće a školu obdaroval drahými knižními výtisky, mapami, atlasy, časopisy a také obsáhlou sbírkou nerostů. V roce 1889 byl jmenován čestným občanem Lhoty. Stavební práce na nové školní budově započaly roku 1886 a první vyučování v této jednotřídní škole započalo 1. března 1888. Prvním učitelem byl ustanoven František Uhlíř. Druhá třída byla otevřena ve školním roce 1893/94. Při škole za přispění učitelů F. Uhlíře a Aleše Procházky vzniklo i divadelní jeviště. Historie školy je psána do roku 1941, kdy osada přestala prakticky existovat, jelikož se stala součástí Truppenübungsplatz Wishau. Rod Kyliánů odchody synů do monarchie ve Lhotě zanikl rokem 1909.

### Kultura
K účelům kulturního vyžití slouží v obci částečně zrekonstruovaná sokolovna situovaná v horní části osady na kopci. Podle spolkového rejstříku byl Sokol ve Lhotě založen v roce 1919 a prvním předsedou byl dle školní kroniky zvolen Jan Luska. Místní Sokol spadá pod župu č. 31 – Dr. Bukovského. Organizace spravuje budovu sokolovny včetně hospody a sportovního hřiště. Sokol zaštiťuje kulturu v obci a pořádá tradiční kulturní a sportovní akce pro občany.

### Sport
Osadou Lhota prochází dálková cyklotrasa č.5029 Snovídky-Úsborno, která je dlouhá 82,5 km a spojuje Chřiby a Litenčickou pahorkatinu. Turistické pěší trasy samotnou Lhotou neprocházejí. Nejblíže je severní červená trasa č.0508 (18km)  vedoucí Hamiltonským údolím přes Rychtářov, Hrádek na Roviny (rozc.). Další trasa  modrá č.2060 vede jižně z Dědic přes Opatovice, okolo přehrady do Ruprechtova.

## Pamětihodnosti

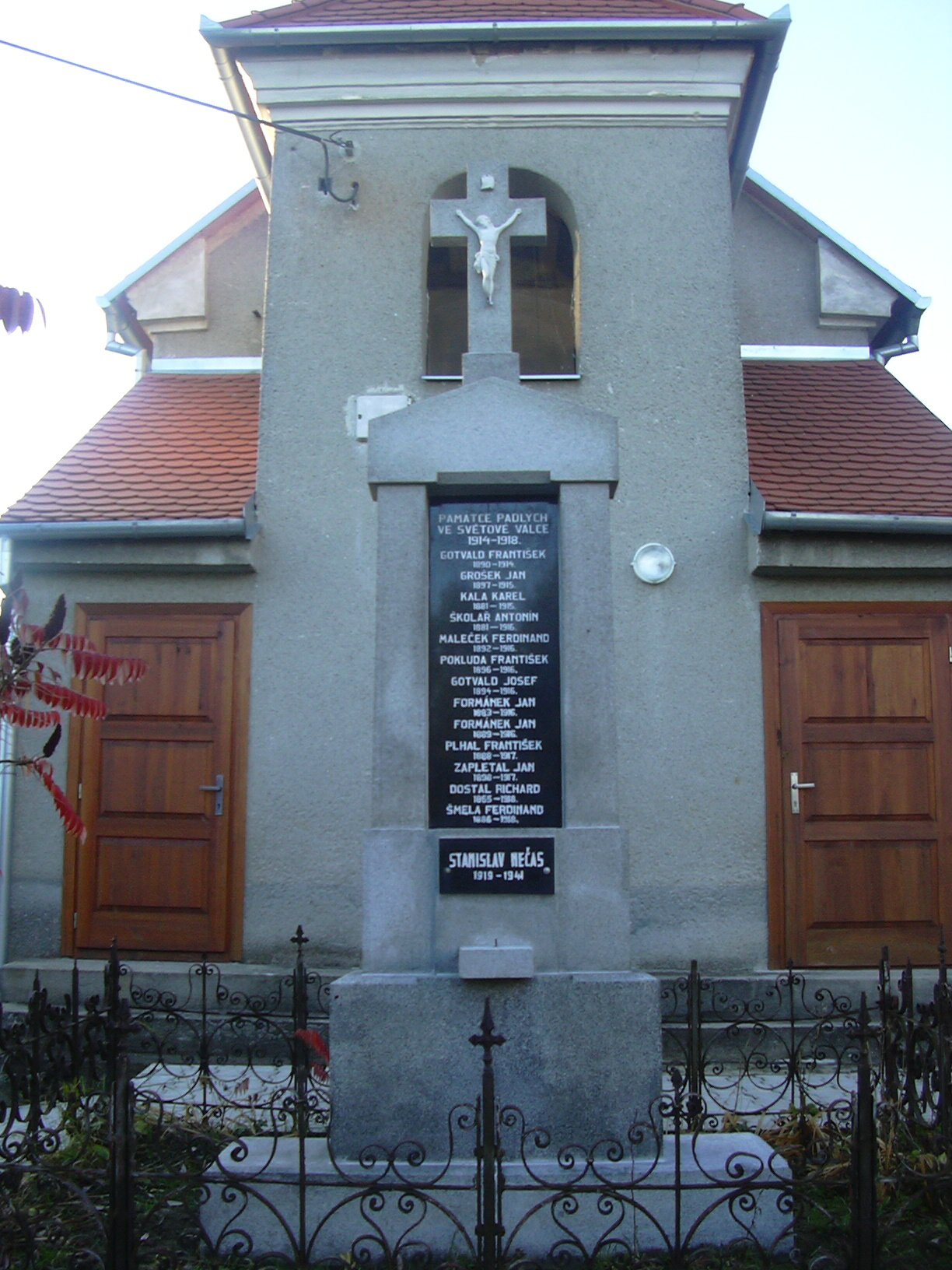
Pomník památce padlých

- Pomník památce padlých za první světové války před zvonicí - sbírka na pomník byla vyhlášena v dubnu roku 1919. Na pomníku je zvěčněno 13 jmen obětí. Bylo to v den, kdy byla před školní zahradou vysazena Lípa svobody.[p 1]
- Boží muka u školy z počátku 19. století.
- Zvonice na návsi
- Litinový kříž zbudovaný nákladem Pavla a Barbory Fabiánek z roku 1891, na památku po zemřelém Karlu Kiliánu.
- Kamenný kříž postavený Jánem Zapletalem a manželkou ze Lhoty ke cti a větší slávě Boží z roku 1897.
- Archeologická lokalita zaniklé osady Lipina

## Osobnosti
S obcí jsou spjaty tyto osobnosti:
- Oldřich Skácel (1908[11]–2002) místní rodák, který byl válečný hrdina, plukovník a čestný občan Vyškova a Jablonce nad Nisou. Byl též držitelem vyznamenání Řádu Bílého lva III. třídy za obranu vlasti.[12]
- František Uhlíř (1900[13]–1980) byl československý politik a meziválečný i poválečný poslanec Národního shromáždění za Československou stranu národně socialistickou. Po roce 1948 žil v exilu.[14]